# 운율 (언어학)
언어학에서 운율(韻律)은 성조, 억양, 강세, 리듬, 음장을 포괄하는 용어이다. 운율은 각각의 분절음인 음소가 가지는 특성 외에, 의미상의 차이를 가져오는 소리의 특징들을 말한다. 운율 자질은 분절음이나 분절음보다 더 큰 언어 단위에 얹히는데, 분절음의 음가에는 영향을 미치지 않는다. 초분절자질이라고도 한다.
언어에 따라 어느 언어에서는 분절적 자질인 것이 다른 언어에서는 초분절자질이 되기도 한다. 말의 초분절자질을 통해 감정을 표현할 수 있다.
운율은 높이, 크기, 길이의 세 가지 운율 자질에 의해서 결정된다.
- 높이는 성대의 진동 속도에 의해 결정된다. 성대의 진동 속도가 빠르면 높은 소리가 생성되고 느리면 낮은 소리가 생성된다.
- 길이는 조음의 지속 시간에 의해 결정된다.
- 크기는 강세, 공명도, 높이, 길이 등의 요인들이 복합적으로 작용해서 결정된다.

강세는 조음의 힘을 말하는데, 같은 모음이라도 강세를 받으면 강세를 받지 않을 때보다 더 강한 조음의 힘으로 발음되어서 더 크게 들린다. 같은 조음의 힘으로 발음되더라도 공명도가 큰 소리는 공명도가 작은 소리보다 더 크게 들린다. 그리고 같은 소리가 같은 조음으로 발음되더라도 높게 발음되면 낮게 발음될 때보다 더 크게 들리며, 길게 발음되면 짧게 발음될 때보다 더 크게 들린다.

## 운율 유형론
언어는 운율 유형에 따라 다음과 같이 나뉜다.
- 강세 언어
- 성조 언어
- 고저 악센트어
- 강세 고저어

## 같이 보기
- 준언어

## 참고 문헌
- 이호영, 1996, 《국어음성학》, 태학사, 193쪽
- 이호영, 1997, 《국어 운율론》, 한국연구원, 10쪽